# Hard To Kill (2023)
Hard To Kill (2023) foi um evento pay-per-view (PPV) de luta profissional produzido pela Impact Wrestling. Aconteceu em 13 de janeiro de 2023, no Center Stage em Atlanta, Geórgia, e foi o quarto evento na cronologia Hard To Kill.

## Produção

### Introdução
Em 7 de outubro de 2022, no Bound for Glory, foi anunciado que Hard To Kill aconteceria em 13 de janeiro de 2023, no Center Stage em Atlanta, Geórgia.

### Rivalidades
O evento contou com várias lutas de wrestling profissional, que envolvem diferentes lutadores de rixas, tramas e histórias preexistentes. Os lutadores retratam heróis, vilões ou personagens menos distinguíveis em eventos roteirizados que criam tensão e culminam em uma luta livre ou uma série de lutas. As histórias são produzidas no programa de televisão semanal do Impact.
No Bound for Glory, Bully Ray voltou ao Impact Wrestling no Call Your Shot Gauntlet, eliminando Steve Maclin pela última vez para vencer uma luta pelo campeonato na hora e local de sua escolha. Mais tarde naquela noite, depois que Josh Alexander reteve o Campeonato Mundial da Impact contra Eddie Edwards, o estábulo Honor No More de Edwards atacou Alexander. Ray emergiu de repente e procurou invocar sua oportunidade naquele momento, apenas para então ajudar Alexander a fugir de Honor No More. A situação seria abordada no episódio subsequente do Impact!, onde Alexander chamou Ray. Este explicaria então que deseja reescrever seu legado no Impact devido ao seu passado como alguém que fará o que for preciso para atingir seus objetivos, não importa quem ele traia. Como tal, ele prometeu a Alexandre que o avisaria quando o desafiasse cara a cara. No entanto, muitos no Impact não acreditaram na mudança de atitude de Ray - exceto pelo amigo de Ray, Tommy Dreamer - ainda acreditando que ele aproveitará a primeira oportunidade que tiver para emboscar Alexander. No Over Drive, Ray derrotou Moose, alguém que tentou pintar Ray em sua luz anterior, em uma luta de mesa. No evento principal, Alexander manteve o título contra Frankie Kazarian. Após essa luta, Ray enfrentaria Alexander e invocaria sua oportunidade no Hard To Kill, que Alexander aceitou. Mas assim que Alexander deixou o ringue, Ray imediatamente o atacou e até ameaçou bater em sua esposa Jen, que estava sentada ao lado do ringue. A luta seria anunciada para o evento principal do Hard To Kill. Em 22 de dezembro, Alexander seria atacado por Ray, John Skyler e Jason Hotch no ringue. Tommy Dreamer, ex-amigo de Ray, tentou intervir, mas Ray o despachou usando uma cadeira de aço e uma escada. Alexander iria até o vice-presidente executivo do Impact, Scott D'Amore, exigindo que sua luta com Ray no Hard To Kill fosse atualizada para uma luta Full Metal Mayhem, que D'Amore tornou oficial.
Depois de sofrer uma derrota para Chelsea Green no episódio de 14 de julho de 2022 do Impact!, Mickie James deixaria a arena para voltar para casa, emocionada e insegura sobre seu futuro no wrestling profissional. Várias semanas depois, no episódio de 1º de setembro do Impact!, James voltou e anunciou seu "Last Rodeo", uma campanha de aposentadoria final para uma partida pelo Campeonato Mundial de Knockouts da Impact, onde se ela perdesse sua próxima luta, ela prometeu se aposentar da competição dentro do ringue. James iria derrotar nomes como Gisele Shaw, Mia Yim, Taylor Wilde, e Chelsea Green; a vitória sobre Green fez com que este último saísse da mesma forma que James havia feito cinco meses atrás. No episódio de 1º de dezembro do Impact!, James derrotou a rival de longa data Deonna Purrazzo antes de ser confrontada pela Campeã Mundial Knockouts Jordynne Grace, que desafiaria James para uma luta no Hard To Kill. O Impact anunciaria a partida, tornando-a uma partida de Título vs. Carreira.
No episódio de 15 de dezembro do Impact!, onde Eddie Edwards derrotou Delirious, Edwards atacou Delirious até que o retorno de Jonathan Gresham fez a defesa. Mais tarde no episódio, foi confirmado que Gresham enfrentaria Edwards no Hard To Kill.
No pré-show Countdown to Over Drive, The Motor City Machine Guns (Alex Shelley e Chris Sabin) derrotaram os membros do Bullet Club, Ace Austin e Chris Bey, para ganhar uma luta pelo Campeonato Mundial de Duplas da Impact. Mais tarde no show principal, os atuais campeões Heath e Rhino defenderam com sucesso os títulos contra The Major Players (Brian Myers e Matt Cardona). No episódio de 8 de dezembro do Impact!, Heath e Rhino defenderam os títulos contra o MCMG, mas a partida foi em no contest devido à interferência dos Major Players. As duas primeiras equipes teriam uma revanche na semana seguinte, com Sabin derrotando Rhino para ganhar ao MCMG seu terceiro Campeonato Mundial de Duplas da Impact. Na semana seguinte, os Motor City Machine Guns anunciaram que defenderiam seus títulos contra Heath e Rhino, The Major Players e a equipe de Austin e Bey - que recentemente chegaram às finais da Super Junior Tag League de 2022 na New Japan Pro-Wrestling - em uma luta four-way de eliminação de duplas no Hard To Kill.
No Over Drive, Trey Miguel derrotou Black Taurus nas finais de um torneio para coroar um novo Campeão da Divisão X da Impact, já que o título foi desocupado por Frankie Kazarian invocando a Opção C. No entanto, Miguel venceu após acertar Taurus com uma lata de tinta spray, virando heel no processo. Miguel iria desfigurar o cinturão do título marcando-o com seu logotipo, algo que faria com seus adversários a partir de então. No Impact! de 15 de dezembro, quando Decay (Taurus e Crazzy Steve) estava fazendo sua entrada para uma luta de duplas, Miguel atingiu Steve com a lata de tinta spray antes de acertá-lo, com os efeitos prolongados fazendo com que Decay perdesse para The Major Players. No episódio subsequente do Impact!, foi anunciado que Miguel e Taurus teriam uma revanche pelo Campeonato da Divisão X no Hard To Kill.
Em 29 de dezembro, o Impact anunciou uma luta three-way entre Deonna Purrazzo, Masha Slamovich e Taylor Wilde para determinar o próxima candidata número um ao Campeonato Mundial de Knockouts. Em 5 de janeiro, o Impact anunciou a adição de Killer Kelly à luta.
No Impact! de 1º de dezembro de 2022, Moose fez uma promoção após derrotar Bhupinder Gujjar, dizendo que sabia quais eram as verdadeiras intenções de Bully Ray com o Troféu Call Your Shot. Ele continuou dizendo que nunca mais queria ouvir o nome de Ray, o que inadvertidamente chamou a atenção do Campeão de Mídia Digital do Impact Joe Hendry; acreditando que Moose queria uma luta pelo título. Nas semanas seguintes, Moose teria como alvo Hendry e Gujjar em associação, dizendo aos dois homens para "acreditar em Moose". Em 29 de dezembro, Hendry desafiaria Moose para uma luta pelo Campeonato de Mídia Digital no Hard To Kill, que Moose aceitou e seria oficializado em 3 de janeiro de 2023.

## Lutas
| Nº                                          | Resultados | Estipulações |
| ------------------------------------------- | --- | --- |
| 1                                           | Josh Alexander (c) vs. Bully Ray | Luta Full Metal Mayhem pelo Campeonato Mundial da Impact Esta é a luta pelo campeonato Call Your Shot de Bully Ray. |
| 2                                           | Jordynne Grace (c) vs. Mickie James (Carreira) | Luta Título vs. Carreira pelo Campeonato Mundial de Knockouts da Impact                                             |
| 3                                           | Eddie Edwards vs. Jonathan Gresham | Luta individual |
| 4                                           | The Motor City Machine Guns (Alex Shelley e Chris Sabin) (c) vs. Major Players (Brian Myers e Matt Cardona) vs. Heath e Rhino vs. Bullet Club (Ace Austin e Chris Bey) | Luta de eliminação de quatro duplas pelo Campeonato Mundial de Duplas da Impact                                     |
| 5                                           | Trey Miguel (c) vs. Black Taurus | Luta individual pelo Campeonato da Divisão X da Impact                                                              |
| 6                                           | Deonna Purrazzo vs. Killer Kelly vs. Masha Slamovich vs. Taylor Wilde                                                                                                  | Luta Four-way para determinar a desafiante Nº 1 pelo Campeonato Mundial de Knockouts da Impact                      |
| 7                                           | Joe Hendry (c) vs. Moose | Luta individual pelo Campeonato de Mídia Digital da Impact                                                          |
| 8                                           | Rich Swann vs. Steve Maclin | Luta Falls Count Anywhere                                                                                           |
| 9                                           | Kushida vs. TBD | Luta individual |
| (c) – Refere-se aos campeões antes da luta. | | |